# Ion Storm
Ion Storm Limited Partnership (manchmal auch ION Storm geschrieben) war ein amerikanischer Computerspielentwickler mit Sitz in Dallas, Texas, und einem Zweigstudio in Austin. Das Unternehmen wurde von John Romero und weiteren Partnern Ende 1996 unter großem medialen Aufsehen und mit zahlreichen Vorschusslorbeeren gegründet. Während ein Großteil der Spiele – insbesondere der First-Person-Shooter Daikatana – weit hinter den hochgesteckten Erwartungen zurückblieb, erzeugte das Unternehmen durch sein extravagantes mediales Erscheinungsbild, aber auch Missmanagement und interne Querelen erhebliche öffentliche Aufmerksamkeit. Mit Deus Ex gelang dem Unternehmen 2000 dennoch ein großer Achtungserfolg. Die erheblichen Ausgaben des Unternehmens hatten allerdings nachhaltig negative Auswirkungen auf die Finanzlage von Ion Storms Partner und späteren Mutterkonzern Eidos Interactive. 2001 wurde zunächst das Hauptstudio in Dallas, 2005 schließlich auch das Zweigstudio Austin geschlossen.

## Unternehmensgeschichte

### Gründer und Geschäftsführung
Gründer von Ion Storm waren John Romero und Tom Hall, beide ehemalige id-Software-Designer und Mitbegründer des 3D-Actiongenres, sowie Todd Porter (ehemaliger Chefentwickler bei 7th Level) und Jerry O’Flaherty. Ion Storm hatte große Pläne, das Studio-Motto hieß „Design is Law“ (deutsch: „Nur das Design zählt“). Man wollte sich nicht von Marketing-Abteilungen und Vertrieb in der Spieleentwicklung beeinflussen lassen. Software-Technik, wie zum Beispiel Game Engines, sollten lizenziert werden, um sie nicht selbst entwickeln und pflegen zu müssen. Organisatorische sollten Romero, Hall und Porter jeweils ein Projekt anleiten, Flaherty das Grafikerteam für alle drei beaufsichtigen. Um die geschäftliche Seite abzudecken, wurden als CEO Mike Wilson, zuvor ebenfalls bei id Design angestellt, und als COO Bob Wright gewonnen. In der ursprünglichen Konstellation hielt Romero 30 % der Unternehmensanteile, Hall, Porter und Flaherty jeweils 20 %, Wilson und Wright jeweils 5 %.
1997 kam in einer Zweigstelle in Austin, Texas, der bekannte Spieleentwickler Warren Spector hinzu. Spector hatte sich zuvor von Looking Glass getrennt, die das gesamte Zweigstudio in Austin aus Kostengründen auflösten. Auf intensive Bitten von Romero ließ sich Spector überzeugen, mit sechs ehemaligen Looking-Glass-Mitarbeitern zu Ion Storm zu stoßen.

### Eidos-Deal

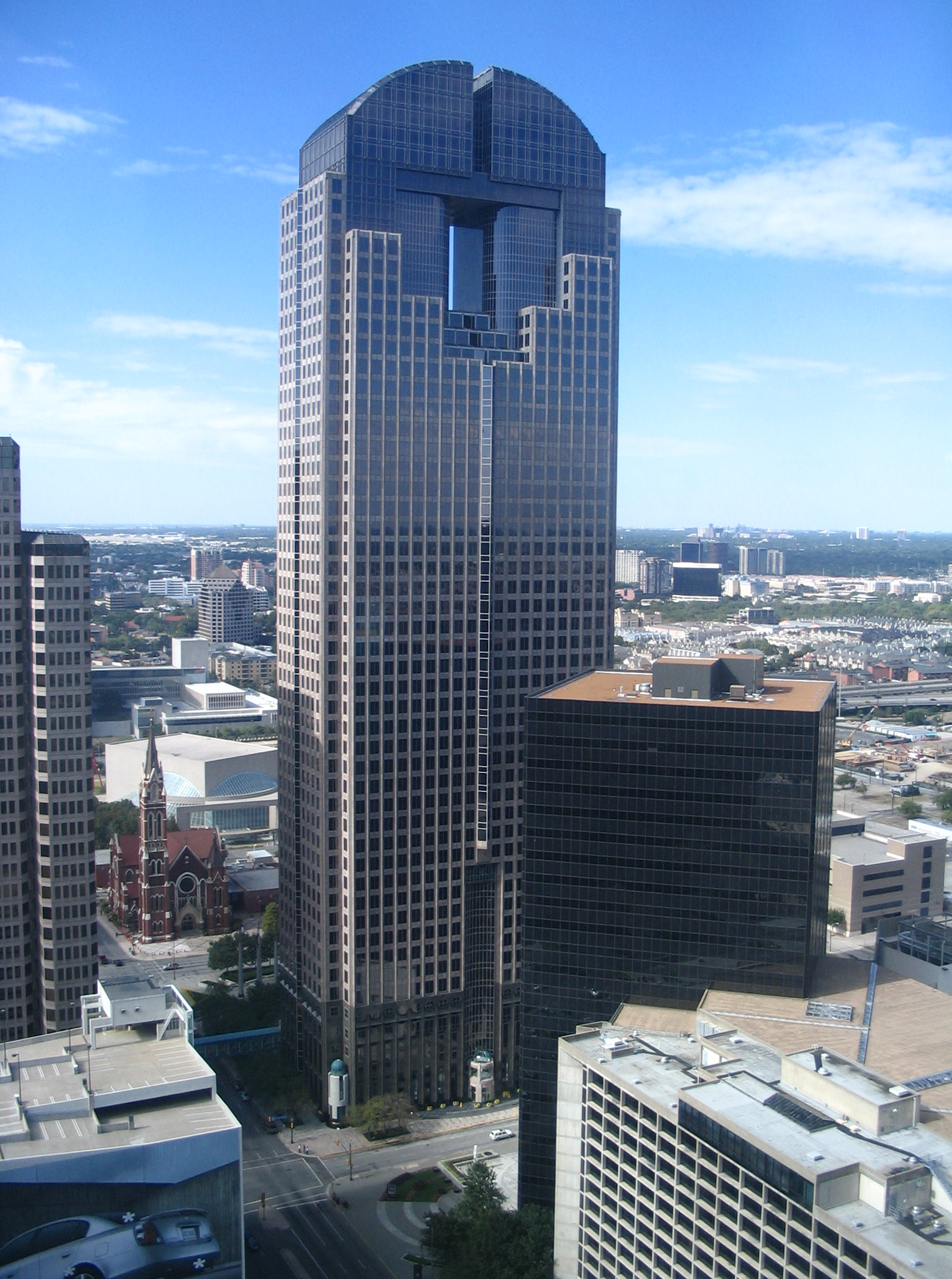
Chase Tower in Dallas

Ion Storm galt als kommender Stern am Spiele-Himmel, viele Publisher wetteiferten bereits im Gründungsjahr um die Vertriebs-Rechte. Mindscape bot unter anderem vier Millionen Dollar für 4 % der Unternehmensanteile, was einer Unternehmensbewertung von 100 Millionen Dollar entsprach, obwohl bis dahin außer vagen Informationen und Konzeptbildern noch nichts von den angekündigten Top-Spielen zu sehen war. Wilsons ursprünglicher Plan war, mit dem Geld der ersten drei Titel das Studio aufzubauen und am Ende das Publishing der künftigen Spiele selbst zu übernehmen, um damit die Verkaufserlöse vollständig selbst zu erlangen. Am Ende entschieden sich die vier Gründer in Wilsons Abwesenheit für einen Vertrag mit dem britischen Publisher Eidos Interactive über drei Spiele und der festen Option auf drei weitere. Im Gegenzug zahlte Eidos dem Studio im Voraus 22 Millionen Dollar und gewährte eine 40-prozentige Gewinnbeteiligung. Das Studio bezog ein luxuriöses, mehr als 2.000 Quadratmeter großes Penthouse im 54. Stock des Chase Towers, des zweithöchsten Wolkenkratzers in Dallas, samt THX-Kino und verglasten Konferenzräumen.
De facto hatte sich Ion Storm jedoch entgegen Wilsons ursprünglichem Plan für sechs Spiele an Eidos gebunden. Die ersten drei Projekte standen bereits fest: John Romeros Ego-Shooter Daikatana, das Rollenspiel Anachronox von Tom Hall und Todd Porters letztlich eingestelltes Doppelgänger. Um den Vertrag mit dem Publisher zu erfüllen und die entsprechenden Geldmittel zu erhalten, wollten die Gründer ein Zweigstudio für ein weiteres Projekt gründen und durch den Zukauf sowie die rasche Fertigstellung bereits existierender Projekte auch Eidos’ Option auf die drei Folgetitel rasch abfertigen. Mit Warren Spector fand sich ein geeigneter Leiter für ein Schwesterstudio in Austin und mit dessen Konzept für Deus Ex gesellte sich ein vierter anspruchsvoller und teurer Titel hinzu. Ion erwarb im August 1997 auf Anraten Porters für 1,8 Millionen Dollar das halbfertige Strategiespiel Dominion: Storm Over Gift 3 von seinem vorherigen Arbeitgeber 7th Level. Porter hatte zuvor bereits an dem Titel gearbeitet und sah darin großes Potential, während Romero darin vor allem die Möglichkeit sah, eine weitere Option von Eidos zu „verbrennen“. Mit den vereinbarten Vorauszahlung von Eidos in Höhe von drei Millionen US-Dollar bestand die Chance auf zusätzliche Einnahmen. Doch statt Dominion wie versprochen in sechs Wochen zu beenden, vernachlässigt Porter die Arbeiten an seinem eigentlichen Projekt Doppelgänger, heuerte stattdessen zusätzliche Entwickler an und investierte viel Geld in Werbung. Dominion verzögerte sich um mehr als ein halbes Jahr, wodurch die Kostengrenze von drei Millionen Dollar überschritten wurde. Zu allem Überfluss veröffentlichten Ion Storm und Eidos das Spiel im Juni 1998 am selben Tag wie das sehnlichst erwartete Starcraft von Genrekönig Blizzard Entertainment. In diesem Marktumfeld kassierte Dominion vernichtende Kritiken und blieb wie Blei in den Regalen liegen. Ion Storm selbst bezifferte die Verkaufszahlen auf jeweils 7.000 Kopien in den ersten vier Monaten, das Marktforschungsinstitut PC Data auf 14.000 Kopien in den USA bis zum 30. November 1998.

### Interne Querelen
Während sich die Arbeiten an allen ursprünglichen Projekten – insbesondere dem Vorzeigetitel Daikatana – immer weiter verzögerten, kam es intern zunehmend zu Streitigkeiten bei Ion Storm Dallas, vor allem zwischen Wilson und Porter. Obwohl formal CEO, konnte Wilson seine Vorstellungen für eine Geschäftsstrategie nach eigenen Angaben nicht durchsetzen und geriet zunehmend ins Hintertreffen gegenüber Porter. Versuche, einen Ausschluss seines Konkurrenten aus dem Unternehmen zu erwirken, endeten schließlich mit Wilsons Entlassung und der Einsetzung Porters als neuem Geschäftsführer. Im Dezember 1997 verließ Wilson Ion Storm und setzte mit der Gründung des Publishers Gathering of Developers sein ursprünglich für Ion Storm erarbeitetes Konzept um. Auch Bill Wright wurde ähnlich wie Wilson im Mai 1998 entlassen und reichte Klage gegen seine ehemaligen Geschäftspartner ein. Im November 1998 verließen schließlich acht Mitarbeiter, davon sieben Daikatana-Entwickler, das Studio, um Third Law Interactive zu gründen. Vorausgegangen waren Absprachen mit Wilsons Gathering of Developers, der ihnen den Auftrag über die Entwicklung des Shooters Kiss: Psycho Circus – The Nightmare Child vermittelte. Zwei weitere Mitarbeiter kündigten nur kurz später.
Die Zeitung Dallas Observer veröffentlichte im Januar 1999 zahlreiche interne Details, die ein bizarres Licht auf die Vorgänge hinter den Kulissen des Unternehmens warfen. Der Artikel hatte erhebliche Auswirkungen auf die Mitarbeitermoral. Bis April 1999 hatte Eidos rund 30 Millionen US-Dollar in Ion Storm investiert. Im Mai 1999 kamen schließlich Gerüchte über die Entlassung Porters und O’Flahertys auf, die sich später als korrekt erwiesen. Im Laufe des Jahres übernahm Eidos die Mehrheitsanteile am Unternehmen.

### Das Daikatana-Fiasko

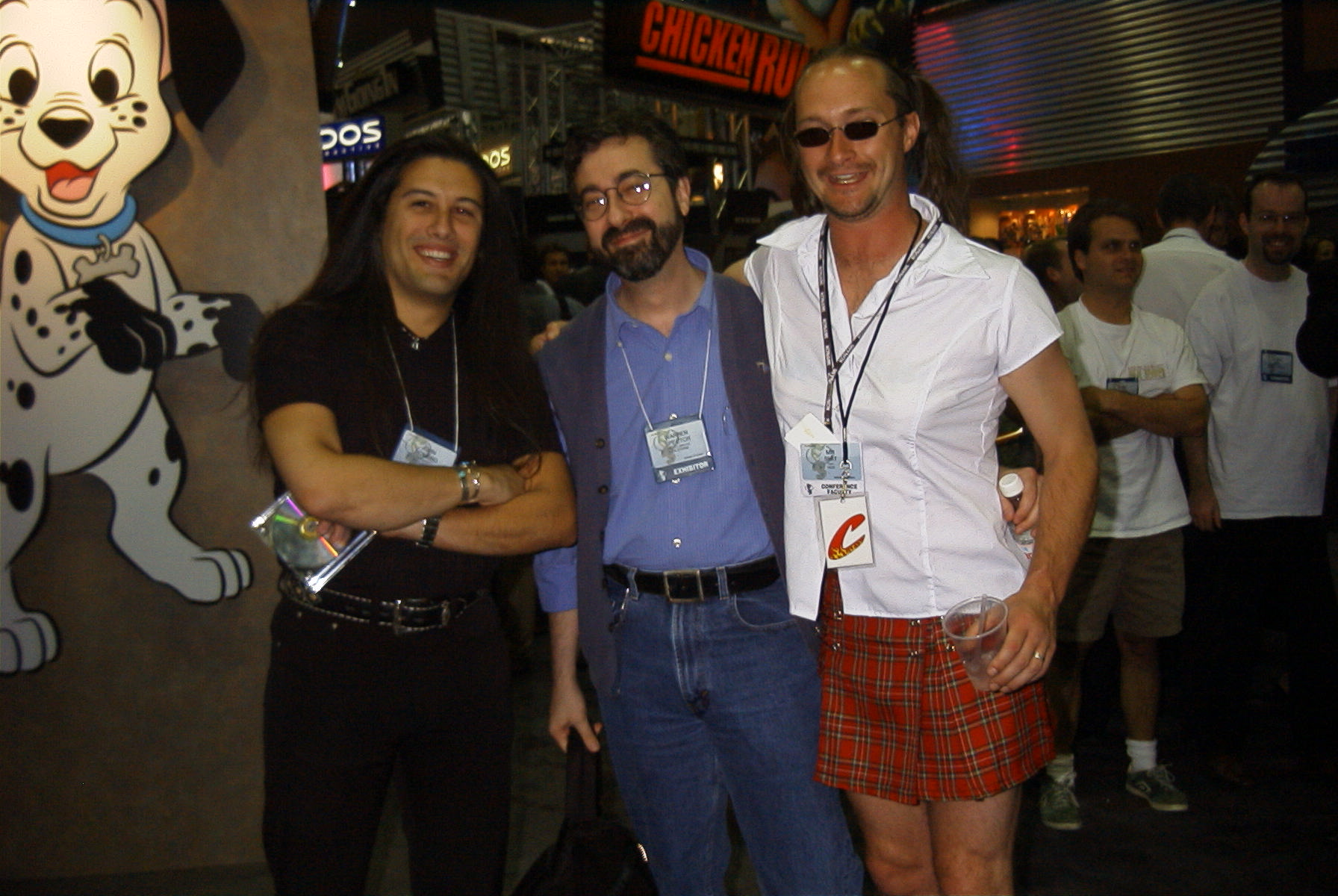
John Romero, Warren Spector und Mike Wilson auf der 2000er E3-Convention

Die ursprünglichen Planungen der Gründer gingen davon aus, dass Romero Daikatana mit Hilfe der Quake-Engine bis Ende 1997 fertigstellen würde. Durch die Lizenzierung einer Engine sollte die Konzentration ausschließlich auf dem Design liegen und das Spiel mit entsprechender Teamstärke innerhalb weniger Monate abgeschlossen sein. Doch auf der E3-Messe im Frühjahr 1997 präsentierte id Software die für Quake II deutlich weiterentwickelte Nachfolge-Engine, u. a. anderem mit Unterstützung für hardware-beschleunigte 3D-Grafik. Romero und Hall beschlossen, ihre Spiele trotz bereits aufgelaufener Verzögerung auf die neue Engine zu portieren, um optisch mit der Konkurrenz mithalten zu können. Dabei unterschätzen sie den Aufwand, da die Codebasis deutlich von der älteren Quake-Engine abwich. Auch erhielt Ion Storm keinen nennenswerten Support seitens id Softwares. Ion Storm konnte nach Erscheinen von Quake II im November 1997 auf den Engine-Quellcode zugreifen und benötigte bis März 1999, um ihn vollständig zu implementieren. Die Produktion des Spiels, das zum Aushängeschild des Unternehmens hätte werden sollen, geriet erheblich ins Stocken und der Druck seitens Eidos und der Fans wurde immer größer.
Zugleich erzeugte das Studio mit seinem ungewöhnlichen Narrativ und zugleich offensiven Marketing einen belastenden Medienrummel, der bald in negatives Echo umschlug. Berüchtigt wurde die noch von Mike Wilson im Frühjahr 1997 konzipierte Werbeanzeige, die in Ermangelung vorzeigbarer Materialien allein auf Romeros Bekanntheit abzielte. Mit der Zustimmung Romeros schaltete Wilson eine zweiseitige Anzeige mit den Worten “John Romero’s about to make you his bitch” (deutsch: „John Romero wird dich zu seiner Schlampe zu machen“), gefolgt von Romeros Markenspruch “Suck it down” (deutsch: „Schluck’s runter“). Die Großspurigkeit dieser Worte wurde für das Studio und seine vollmundigen Versprechungen mit jeder weiteren Negativschlagzeile und Verschiebung immer mehr zu einem kommunikativen Bumerang, dessen Nachhall das Studio noch lange überdauern sollte. So schob Romero noch 2008 in einem öffentlichen Blogpost vor allem Wilson die Verantwortung für diese Anzeige zu, was jener mit einem sarkastischen Verweis auf die Mehrheitsverhältnisse in der Eigentümerstruktur und Verfehlungen Romeros bei der Führung von Ion Storm konterte. 2010 beklagte Romero in einem Interview mit dem Entwicklermagazin Gamesauce, dass diese Anzeige seine Beziehung zu Kollegen und Fans nachhaltig gestört habe und er sie bereue. Rückblickend wurde diese Anzeige mit zu den größten Marketingfehlern der Spieleindustrie gezählt.
Zu diesen Störfeuern gesellte sich zunehmende Unruhe im Team. Obwohl Romero das Projekt leitete, galt er als nicht sehr präsent, sei es aus Überforderung oder weil er als bekanntestes Gesicht des Unternehmens Öffentlichkeitsarbeit leisten musste. Gleichzeitig habe sich Porter, der bei den Angestellten nicht gut gelitten war, nach Wilsons Demission in die Arbeiten eingemischt. Noch dazu waren durch das schnelle Wachstum viele unerfahrene Kräfte – teils noch Berufsanfänger, Modder oder gar Quereinsteiger – eingestellt worden. Höhepunkt war schließlich der nahezu vollständige Abgang des Daikatana-Kernteams im November 1998 (s. o.). Insgesamt wechselte der Lead Programmer während des gesamten Entwicklungszeitraums fünf Mal, gerade einmal zwei Teammitglieder blieben von Beginn bis zum Ende bei dem Projekt.
Januar 1999 gingen die Berechnungen bereits davon aus, dass das Spiel 2,5 Millionen Kopien verkaufen müsste, um Ion Storms Misswirtschaft mit monatlichen Ausgaben von 900.000 Dollar und den ohne relevante Gegeneinnahme bereits verbrannten Investorengeldern in Höhe von 26 Millionen US-Dollar auffangen zu können. Diese Verkaufszahlen hatten bis dato weder Quake, noch das Ende 1998 veröffentlichte und hoch gelobte Half-Life erreicht, sondern lediglich das 1994 veröffentlichte Doom in seiner gesamten bisherigen Lebenszeit. Im März 1999 schickte Eidos schließlich Publishing Director John Kavanagh zu Ion Storm, um die Fertigstellung zu forcieren und Probleme innerhalb des Entwicklerstudios zu lösen. Entertainment Weekly zitierte Kavanagh mit den Worten: „Gäbe es hier nicht dieses Design-Talent, wir hätten Ion Storm wie ein rothaariges Stiefkind abgeknallt.“ Abstruser Weise veranstaltete Ion Storm im Dezember 1999 eine Release-Party für das Spiel, obwohl die Arbeiten noch im Gange waren. Erst im April 2000 vermeldete Ion Storm schließlich den Abschluss der Entwicklungsarbeiten. Die Grafik Daikatanas war zu dem Zeitpunkt bereits wieder veraltet, da im Vorjahr mit Quake III Arena und Unreal bzw. Unreal Tournament bereits die nächste Grafikgeneration auf den Markt gekommen war. Wie vielfach befürchtet, konnte das Spiel die lange Zeit hohen Erwartungen am Ende nicht mehr erfüllen. Bis September 2000 erreichte das Spiel auf dem US-Markt gemäß Marktforschungsinstitut PC Data Verkaufszahlen von gerade einmal 40.351 Einheiten.

### Niedergang
Im selben Jahr wie Daikatana erschien auch Warren Spectors von 1997 bis 2000 in Austin entwickeltes Deus Ex. Das Spiel wurde zum preisgekrönten Erfolgsschlager und konnte Ion Storms angekratzten Ruf teilweise retten. Die Niederlassung in Austin war straffer organisiert und legte weniger Wert auf luxuriöse Büroräume. Spector und sein Entwicklungsteam waren weitgehend von den internen Vorgängen bei Ion Storm Dallas getrennt gewesen und nicht durch die dortigen Streitigkeiten in ihrer Arbeit behindert worden. Dazu hatte sich Romero gegenüber Porters und O’Flahertys Versuchen, Austin aufzulösen, immer schützend vor Spectors Team gestellt. Auch wenn Austin eigene Probleme hatte, konnte es mit seinem Prototyp Ende 1999 bei Publisher Eidos derart überzeugen, dass das Team für den Feinschliff die Genehmigung für sechs weitere Monate Entwicklungszeit erhielt, die zur erheblichen Überarbeitung genutzt wurden.
Auch Tom Hall war es weitgehend gelungen, durch einen sanften Führungsstil und ehrliche Bemühungen um sein Spiel Anachronox die Stimmung in seinem weitgehend unerfahrenen Entwicklerteam aufrechtzuerhalten. Dies ging allerdings auf Kosten einer ebenfalls ausufernden Entwicklungszeit. Das Storykonzept des Spiels überstieg die Leistungsmöglichkeiten bei weitem und musste schließlich halbiert werden. Mit dem absehbaren Fehlschlag von Daikatana und der sich intern bereits abzeichnenden Studioschließung, bemühte sich das Team schließlich in einer mehr als ein Jahr andauernden Crunchtime mit 14 bis 16 Arbeitsstunden pro Tag und sieben Tage die Woche um die Fertigstellung des Spiels.
Anfang 2001 verließ Level-Designerin Stevie „Killcreek“ Case das Unternehmen. Im Mai 2001 kamen erstmals Gerüchte über eine Schließung von Ion Storm auf, die von Eidos Interactive zunächst noch bestritten wurden. Im Juni 2001 gelang es Ion Storm mit Eidos Hilfe, Anachronox tatsächlich über die Ziellinie und in den Handel zu bringen. Zu diesem Zeitpunkt hatten die Entwickler bereits ihr Entlassungsschreiben erhalten und lediglich Joey Liaw vollendete ohne Bezahlung noch einen Patch für Dallas’ letztes Spiel. Ohne große Marketingaktivitäten blieb dem Spiel trotz positiver Kritiken der Erfolg weitgehend verwehrt. Nach der Veröffentlichung von Anachronox verließen auch Romero und Hall das Unternehmen im Juli 2001. Im selben Monat schloss Eidos das Hauptstudio in Dallas. Grund waren die sich verschlechternden Bilanzzahlen von Eidos und die mehrfach nicht erfüllten Erwartungen. Romero, Hall und Case gründeten zusammen mit Brian Moon 2001 Monkeystone Games.
Die Zweigstelle in Austin blieb unter der Leitung Warren Spectors weiter geöffnet und setzte die Spieleentwicklung zunächst fort. Man überlegte, Ion Storm Austin umzubenennen, um die unterschiedlichen Design-Philosophien der Niederlassungen in Austin und Dallas zu verdeutlichen (als Name war Manifesto im Gespräch). Die folgenden in Austin entwickelten Spiele, Deus Ex: Invisible War und Thief: Deadly Shadows erhielten gute Kritiken und erzielten gute Verkaufszahlen.
Im April 2004 verließ Randy Smith, Leaddesigner von Thief: Deadly Shadows, das Unternehmen. Nur einen Tag später gab auch Harvey Smith, Projektleiter von Deus Ex: Invisible War, seinen Weggang bekannt. Im November verließ schließlich auch Warren Spector das Entwicklerstudio. Im Februar 2005 schloss Mutterkonzern Eidos aus finanziellen Gründen das verbliebene Entwicklungsstudio in Austin, zugunsten von Crystal Dynamics und der Weiterentwicklung der Tomb-Raider-Reihe. Eidos selbst wurde im Mai 2005 von SCi Entertainment übernommen. Die Marken Deus Ex und Thief wurden 2007 vom neu gegründeten Entwicklerstudio Eidos Montreal wieder aufgenommen und fortgeführt.

## Veröffentlichungen

### Ion Storm Dallas
- Dominion: Storm Over Gift 3 (1998)
- Daikatana (2000)
- Anachronox (2001)

### Ion Storm Austin
- Deus Ex (2000)
- Deus Ex: Invisible War (2003)
- Thief: Deadly Shadows (2004)